# Hemithea iosoma
Hemithea iosoma är en fjärilsart som beskrevs av Edward Meyrick 1889. Hemithea iosoma ingår i släktet Hemithea och familjen mätare. Inga underarter finns listade i Catalogue of Life.